# Johan Kuylenstierna
Johan Lennart Kuylenstierna, född 17 januari 1965, är en svensk naturgeograf. Han är sedan 10  februari 2025 generaldirektör för Naturvårdsverket och var tidigare generaldirektör för forskningsrådet Formas. Kuylenstierna har varit ordförande i Klimatpolitiska rådet och chef för Stockholm Environment Institute.

## Biografi
Kuylenstierna är geovetare och avlade 1991 filosofie licentiatexamen inom paleoklimatologi, med inriktning på holocen klimatvariabilitet i polarområdena, vid Stockholms universitet. Han är även adjungerad professor vid Institutionen för naturgeografi och kvartärgeologi, rektorsråd och hedersdoktor vid samma universitet. Åren 2012–2018 var han VD för Stockholm Environment Institute. Tidigare har han arbetat som Chief Technical Advisor för dricksvattenprojektet vid FN:s livsmedels- och jordbruksorganisation och som projektledare för Stockholm International Water Institute.
Kuylenstierna invaldes 2009 till ledamot av Kungliga Skogs- och Lantbruksakademien. Han sitter i styrelserna för Göteborgs universitet, Sveaskog, Axfoundation, Världsnaturfonden, Mistra och konsultbolaget Ecogain. 2014 utnämndes Kuylenstierna till Miljömäktigast i Sverige av tidningen Miljöaktuellt. Den 21 juli 2017 var han sommarpratare i P1.

## Utmärkelser
- H.M. Konungens medalj av 12:e storleken i högblått band, 28 januari 2025[11]